# Samertal
Samertal är en dal i Österrike.   Den ligger i förbundslandet Tyrolen, i den västra delen av landet, 400 km väster om huvudstaden Wien.
Runt Samertal är det i huvudsak tätbebyggt. Runt Samertal är det tätbefolkat, med 319 invånare per kvadratkilometer.